# Finning
Finning è un comune tedesco di 1 688 abitanti, situato nel land della Baviera.